# Au revoir (Lied)
Au revoir (französisch für „Auf Wiedersehen“) ist ein Lied des deutschen Popsängers Mark Forster, in Kooperation mit dem deutschen Rapper Sido. Das Stück ist die erste Singleauskopplung aus seinem zweiten Studioalbum Bauch und Kopf.

## Entstehung und Artwork
Geschrieben wurde das Lied von Mark Ćwiertnia (Mark Forster), Ralf Christian Mayer, Daniel Nitt, Philipp Steinke und Paul Würdig (Sido). Eine von Forster solo eingesungene Version führt Simon Müller-Lerch (Sera Finale) anstatt Sido als Autor auf. Produziert wurde das Lied von Forster, Nitt und Mayer, letzterer mischte das Stück zudem auch. Für die Programmierung zeichneten Nitt und Steinke zuständig. Das Mastering erfolgte unter der Leitung von Robin Schmidt. Arrangiert wurde die Single von Mayer, Nitt und Steinke. Als Instrumentalisten wurden Alex Grube am Bass, Reiner Hubert und Sönke Reich am Schlagzeug, Nitt und Steinke am Keyboard, Philipp Thimm am Cello sowie das Wroclaw Score Orchestra an den Streichinstrumenten engagiert. Das Orchester wurde von Peter Hinterthür und Nitt arrangiert und von Joris Bartsch Buhle dirigiert. Als Toningenieure und Tonmeister fungierten Nitt (Califor Audibles Berlin), Mayer und Tom Rußbüldt (Teldex Studio Berlin). Au revoir wurde unter dem Musiklabel Four Music veröffentlicht. Auf dem Cover der Maxi-Single ist – neben Künstlernamen und Liedtitel – Forster, vor dem Hintergrund eines Sees, zu sehen. Das Coverbild wurde von Robert Winter geschossen und von Benjamin Kakrow (Typeholics) designt.
Das Projekt wurde gefördert durch die Initiative Musik gemeinnützige Projektgesellschaft mbH mit Projektmitteln der Beauftragten der Bundesregierung für Kultur und Medien auf Grund eines Beschlusses des deutschen Bundestages.

## Veröffentlichung und Promotion
Die Erstveröffentlichung von Au revoir erfolgte als Single am 9. Mai 2014. Diese erschien als digitaler Einzeltrack zum Download. Die Veröffentlichung einer digitalen Maxi-Single folgte eine Woche später am 16. Mai 2014. Wiederum drei Wochen später, folgte die Veröffentlichung der physischen Maxi-Single in Deutschland, Österreich und der Schweiz. Die Maxi-Single ist als 2-Track-Single, mit einer Soloversion Forsters von Au revoir als B-Seite, erhältlich.
Während der Fußball-Weltmeisterschaft 2014 nahm Forster zwei weitere Versionen des Liedes auf. Vor dem Spiel gegen die Vereinigten Staaten nahm er für 1Live zusammen mit Tony Mono den Titel Au revoir, USA auf. Zum Finalspiel gegen Argentinien nahm er eine Version mit dem Namen Au revoir, Maracana – in Anspielung auf den Austragungsort des Endspiels – auf, die er bei SoundCloud zur Verfügung stellte.
Um das Lied zu bewerben, folgten unter anderem Liveauftritte während des ARD-Morgenmagazins und bei Joiz Germany.

## Hintergrund
Bei Au revoir handelt es sich nicht um die erste Zusammenarbeit von Forster und Sido. Bereits auf dem im November 2013 erschienenen Album 30-11-80 von Sido ist Forster an drei Liedern beteiligt. An den Liedern Irgendwo wartet jemand und Einer dieser Steine wirkt Forster als Gastsänger und Autor mit. Das Lied Irgendwo wartet jemand wurde nur auf dem Album veröffentlicht, das Lied Einer dieser Steine wurde als Single veröffentlicht und erreichte die Top 10 in Deutschland und der Schweiz, sowie die Top 20 in Österreich. Bei dem Lied Fühl dich frei wirkt Forster als Autor mit, das Lied platzierte sich aufgrund hoher Einzeldownloads auf Position 99 der deutschen Singlecharts.

## Inhalt
Mit Ausnahme der mehrfach vorkommenden Wörter „Au revoir“ (französisch „Auf Wiedersehen“) ist der Liedtext in deutscher Sprache verfasst. Die Musik wurde von Mark Forster, Ralf Christian Mayer, Daniel Nitt und Philipp Steinke, der Text von Forster, Sido und Steinke verfasst. Die Soloversion von Forster verfügt über eine umgeschriebene zweite Strophe, bei der Sera Finale anstatt Sido als Liedtexter fungierte. Musikalisch bewegt sich das Lied im Bereich des Raps und der Popmusik. Der Unterschied zwischen der Duett- und Soloversion liegt nicht nur im Text, sondern auch darin, dass die zweite Strophe in der Duettversion von Sido gerappt wird. Forster selbst beschreib Au revoir als eine Art Aufbruch und nicht als Abschied. Die Texte zu den Spezialversionen zur Fußball-Weltmeisterschaft 2014 wurden komplett umgedichtet.

„Es gibt nichts, was mich hält – au revoir,

vergesst, wer ich war, vergesst meinen Namen.

Es wird nie mehr sein, wie es war,

ich bin weg, oh oh (oh oh), au revoir.“

## Musikvideo
Das Musikvideo zu Au revoir feierte am 17. April 2014 auf Ampya seine Premiere. Im Musikvideo werden Forster (Ćwiertnia) und Sido von den Schauspielern Erdal Kacar (Vater), Tyrell van Boog (Nachtclubbesucher) und Lili Zahavi (Maya) unterstützt. Die Gesamtlänge des Videos beträgt 3:47 Minuten. Regisseur und Produzent ist Kim Frank. Bis August 2025 zählte das Musikvideo über 67 Millionen Aufrufe bei YouTube.
Das Video beginnt mit der 16-jährigen Maya, die in einen Streit mit ihren Eltern gerät. Ihre Eltern sind der Meinung, dass sie mit 16 noch nicht mehr Freiheiten brauche. Maya verlässt das Wohnzimmer mit den Worten „Ich scheiße auf mein Zuhause, ich scheiße auf euch und auf die ganze Scheiße hier“. Sie flieht in ihr Zimmer, wo sie zunächst nicht weiß, was sie machen soll. Plötzlich springt sie auf, packt ihre Sachen, schnappt sich ihr Geld und Schmuck. Sie rennt von ihrem Zuhause weg und schmeißt ihren Schlüssel weg. Danach verpfändet sie ihren Schmuck und genießt mit dem Geld folgende Freiheiten: Trampen, auf einem Hochhaus tanzen, selbst ein Tattoo stechen, Motorboot fahren, mit einem Flugzeug fliegen, als Gogo-Tänzerin in einem Nachtclub tanzen und einen One-Night-Stand haben. Am Ende fährt sie mit ihrem Motorrad zu einem Ballett-Vortanzen. Zwischendurch ist immer wieder Forster, teilweise zusammen mit Sido, auf derselben Theaterbühne der Meistersingerhalle in Nürnberg das Lied singend zu sehen. Die Geschichte um Maya wird im Musikvideo zu Bauch und Kopf weitergeführt.

## Mitwirkende
| Liedproduktion - Joris Bartsch Buhle: Dirigent - Mark Ćwiertnia (Mark Forster): Gesang, Komponist, Liedtexter, Musikproduzent - Alex Grube: Bass - Peter Hinterthür: Arrangement (Orchester) - Reiner Hubert: Schlagzeug - Ralf Christian Mayer: Abmischung, Arrangement, Komponist, Musikproduzent, Toningenieur, Tonmeister - Simon Müller-Lerch (Sera Finale): Liedtexter (Soloversion) - Daniel Nitt: Arrangement, Keyboard, Komponist, Musikproduzent, Programmierung, Toningenieur, Tonmeister - Sönke Reich: Schlagzeug - Tom Rußbüldt: Toningenieur, Tonmeister - Robin Schmidt: Mastering - Philipp Steinke: Arrangement, Keyboard, Komponist, Programmierung, Liedtexter - Philipp Thimm: Cello - Wroclaw Score Orchestra: Streichinstrumente - Paul Würdig (Sido): Liedtexter, Rap Artwork (Cover) - Benjamin Kakrow: Artwork - Robert Winter: Fotograf | Unternehmen - Califor Audibles: Tonstudio - Four Music: Musiklabel - Teldex Studio: Tonstudio - Typeholics: Artwork (Cover) Musikvideo - Benjamin Erdenberger: Oberbeleuchter - Kim Frank: Filmproduzent, Kameramann, Regisseur - Jan Philipp Grelich: Kameraassistent - Erdal Kacar: Schauspieler - Annika Lange: Filmproduktionsleitung - Oliver Schorch: Beleuchter, Kranoperator - Toni Schultz: Beleuchter - Tyrell van Boog: Schauspieler - Lili Zahavi: Schauspieler |

## Preise
Am 21. Mai 2015 wurden die Komponisten von Au revoir mit dem Deutschen Musikautorenpreis in der Kategorie Erfolgreichstes Werk ausgezeichnet.

## Kommerzieller Erfolg

### Chartplatzierungen
Au revoir erreichte in Deutschland Position zwei der Singlecharts und konnte sich insgesamt 20 Wochen in den Top 10 und 65 Wochen in den Charts halten. In Österreich erreichte die Single ebenfalls Position zwei und konnte sich insgesamt 13 Wochen in den Top 10 und 50 Wochen in den Charts halten. In der Schweiz erreichte die Single Position sechs und konnte sich insgesamt drei Wochen in den Top 10 und 41 Wochen in den Charts halten. Obwohl es das Lied nicht auf Platz eins in Deutschland schaffte, war es trotzdem für einen Zeitraum von zehn Wochen das erfolgreichste deutschsprachige Lied in den deutschen Singlecharts, sowie für einen Zeitraum von fünf Wochen das erfolgreichste deutschsprachige Lied in der österreichischen Hitparade. Au revoir platzierte sich in den Single-Jahrescharts von 2014 in Deutschland auf Position fünf, in Österreich auf Position 15 und in der Schweiz auf Position 23. 2015 platzierte sich die Single in den deutschen Single-Jahrescharts auf Position 99.
Für Forster als Interpret ist dies der vierte Charterfolg in Deutschland, sowie der zweite in Österreich und der Schweiz. In Deutschland und der Schweiz ist es sein zweiter Top-10-Erfolg, sowie sein erster in Österreich. Für Forster als Autor ist dies der fünfte Charterfolg in Deutschland, sowie der zweite in Österreich und der Schweiz. In Deutschland und der Schweiz ist es sein zweiter Top-10-Erfolg, sowie sein erster in Österreich. Für Forster als Produzent ist dies der erste Charterfolg in Deutschland, Österreich und der Schweiz. In Deutschland, Österreich und der Schweiz ist es sein erster Top-10-Erfolg. Nach Einer dieser Steine platzierte sich zum zweiten Mal eine Single Forsters gleichzeitig in allen D-A-CH-Staaten in den Charts. In Deutschland, Österreich und der Schweiz platzierte sich bis heute keine Single höher und länger in den Charts.
| ChartsChartplatzierungen | Höchstplatzierung | Wochen |
| ------------------------ | ----------------- | ------ |
| Deutschland (GfK)        | 2 (65 Wo.)        | 65     |
| Österreich (Ö3)          | 2 (50 Wo.)        | 50     |
| Schweiz (IFPI)           | 6 (41 Wo.)        | 41     |

| ChartsJahrescharts (2014) | Platzierung |
| ------------------------- | ----------- |
| Deutschland (GfK)         | 5           |
| Österreich (Ö3)           | 15          |
| Schweiz (IFPI)            | 23          |

| ChartsJahrescharts (2015) | Platzierung |
| ------------------------- | ----------- |
| Deutschland (GfK)         | 99          |

| ChartsJahrescharts (2010–2019) | Platzierung |
| ------------------------------ | ----------- |
| Österreich (Ö3)                | 28          |

### Auszeichnungen für Musikverkäufe
Im März 2019 wurde Au revoir mit einer Diamantenen Schallplatte für über eine Million verkaufte Exemplare in Deutschland ausgezeichnet. Damit zählt das Lied zu den erfolgreichsten Rapsongs des Landes. Au revoir rangiert mit Ohne mein Team (Bonez MC & RAF Camora feat. Maxwell), Roller (Apache 207) und Señorita (Kay One feat. Pietro Lombardi) auf Rang zwei der meistverkauften deutschsprachigen Rapsongs, lediglich Bausas Was du Liebe nennst konnte mit 1,4 Millionen verkauften Einheiten mehr absetzen. In der Gesamtheit belegt der Titel Rang drei hinter I’ll Be Missing You (Puff Daddy feat. Faith Evans & 112) mit 1,5 Millionen und Was du Liebe nennst mit 1,4 Millionen Verkäufen. Darüber hinaus zählt Au revoir genreübergreifend zu den meistverkauften Singles in Deutschland. Insgesamt verkaufte sich das Lied europaweit knapp 1,05 Millionen Mal und wurde je einmal mit Gold, Platin und Diamant ausgezeichnet, womit es für beide Interpreten zur erfolgreichsten Singleveröffentlichung ihrer Karrieren wurde.
| Land/Region        | Auszeichnungen für Musikverkäufe (Land/Region, Auszeichnung, Verkäufe) | Verkäufe  |
| ------------------ | ---------------------------------------------------------------------- | --------- |
| Deutschland (BVMI) | Diamant                                                                | 1.000.000 |
| Österreich (IFPI)  | Gold                                                                   | 15.000    |
| Schweiz (IFPI)     | Platin                                                                 | 30.000    |
| Insgesamt          | 1× Gold · 1× Platin · 1× Diamant ·                                     | 1.045.000 |

## Coverversionen
- 2015 – Opus Sanctus, der deutsche Kirchenchor nahm das Lied für ihr Debütalbum Opus Sanctus auf.
- 2015 – SpongeBob Schwammkopf, das Musikprojekt um Spongebob Schwammkopf veröffentlichte am 13. Februar 2015 eine Version unter dem Titel Du bist da auf dem Album Das Superbob Album.[25]
- 2017 – Stefanie Kloß, die Frontfrau der deutschen Pop-Rock-Band Silbermond interpretierte das Stück in der Auftaktsendung der vierten Staffel von Sing meinen Song – Das Tauschkonzert. Das Cover erschien auf dem dazugehörigen Sampler.[26]